# Stary cmentarz żydowski w Wysokiem Mazowieckiem
Stary cmentarz żydowski w Wysokiem Mazowieckim – kirkut mieścił się na terenie obecnego Rynku Piłsudskiego. 

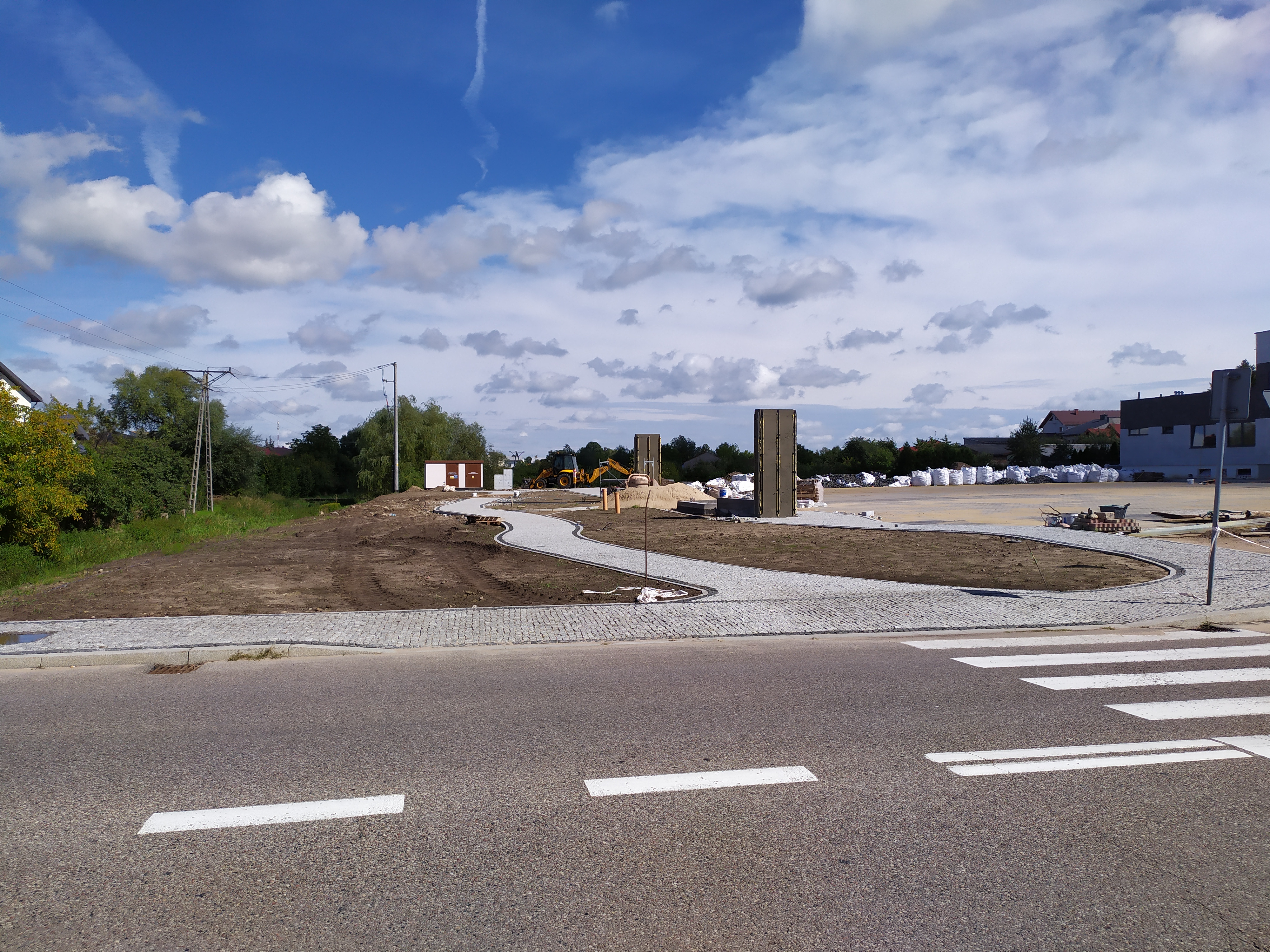
Rewitalizacja terenu po dawnym targowisku – wrzesień 2020 r.

Cmentarz powstał najprawdopodobniej w II połowie XVIII wieku. Znajdował się w pobliżu synagogi i rynku targowego. W 1800 roku jego powierzchnia wynosiła zaledwie ok. 5 a. Pod koniec lat 30. XIX wieku kirkut został zamknięty.
W czasie okupacji niemieckiej, w sierpniu 1941 r., znalazł się na terenie getta. Do października 1942 r. grzebano na nim Żydów zmarłych w getcie. Po jego likwidacji został całkowicie zdewastowany przez Niemców. Nie zachowały się żadne macewy. Wcześniej w miejscu kirkutu znajdowało się targowisko i przystanek PKS. Obecnie teren ten jest ogrodzony. 